# Тэнги
Тэнги или Тэнки (яп. 天喜 тэнги, тэнки) — девиз правления (нэнго) японского императора Го-Рэйдзэя, использовавшийся с 1053 по 1058 год .

## Продолжительность
Начало и конец эры:
- 11-й день 1-й луны 8-го года Эйдзё (по юлианскому календарю — 2 февраля 1053);
- 29-й день 8-й луны 6-го года Тэнги (по юлианскому календарю — 19 сентября 1058).

## Происхождение
Название нэнго было заимствовано из классического древнекитайского сочинения Баопу-цзы:「人主有道、則嘉祥並臻、此則天喜也」.

## События
- 1053 год (3-я луна 1-го года Тэнги) — на средства Фудзивары-но Ёримити был построен Зал Фениксов монастыря Бёдо-ин;
- 1055 год (3-я луна 3-го года Тэнги) — Указ об упорядочении вотчин (яп. 荘園整理令 сё:эн сэйри рэй)[6];
- 1056 год (7-8 луны 4-го года Тэнги) — на рассвете на востоке наблюдалась комета[7];
- 1057 год (9-я луна 5-го года Тэнги) — Абэ-но Ёритоки был убит в бою шальной стрелой[8];

## Сравнительная таблица
Ниже представлена таблица соответствия японского традиционного и европейского летосчисления. В скобках к номеру года японской эры указано название соответствующего года из 60-летнего цикла китайской системы гань-чжи. Японские месяцы традиционно названы лунами.
| 1-й год Тэнги (Водяная Змея)      | 1-я луна*       | 2-я луна   | 3-я луна* | 4-я луна               | 5-я луна* | 6-я луна* | 7-я луна  | 7-я луна* (високосная) | 8-я луна    | 9-я луна*  | 10-я луна  | 11-я луна     | 12-я луна                |
| --------------------------------- | --------------- | ---------- | --------- | ---------------------- | --------- | --------- | --------- | ---------------------- | ----------- | ---------- | ---------- | ------------- | ------------------------ |
| Юлианский календарь               | 23 января 1053  | 21 февраля | 23 марта  | 21 апреля              | 21 мая    | 19 июня   | 18 июля   | 17 августа             | 15 сентября | 15 октября | 13 ноября  | 13 декабря    | 12 января 1054           |
| 2-й год Тэнги (Деревянная Лошадь) | 1-я луна*       | 2-я луна   | 3-я луна* | 4-я луна               | 5-я луна* | 6-я луна* | 7-я луна  | 8-я луна*              | 9-я луна    | 10-я луна* | 11-я луна  | 12-я луна     |                          |
| Юлианский календарь               | 11 февраля 1054 | 12 марта   | 11 апреля | 10 мая                 | 9 июня    | 8 июля    | 6 августа | 5 сентября             | 4 октября   | 3 ноября   | 2 декабря  | 1 января 1055 |                          |
| 3-й год Тэнги (Деревянная Коза)   | 1-я луна*       | 2-я луна   | 3-я луна  | 4-я луна*              | 5-я луна  | 6-я луна* | 7-я луна* | 8-я луна               | 9-я луна*   | 10-я луна  | 11-я луна* | 12-я луна     |                          |
| Юлианский календарь               | 31 января 1055  | 1 марта    | 31 марта  | 30 апреля              | 29 мая    | 28 июня   | 27 июля   | 25 августа             | 24 сентября | 23 октября | 22 ноября  | 21 декабря    |                          |
| 4-й год Тэнги (Огненная Обезьяна) | 1-я луна*       | 2-я луна   | 3-я луна  | 3-я луна* (високосная) | 4-я луна  | 5-я луна  | 6-я луна* | 7-я луна*              | 8-я луна    | 9-я луна*  | 10-я луна  | 11-я луна*    | 12-я луна                |
| Юлианский календарь               | 20 января 1056  | 18 февраля | 19 марта  | 18 апреля              | 17 мая    | 16 июня   | 16 июля   | 14 августа             | 12 сентября | 12 октября | 10 ноября  | 10 декабря    | 8 января 1057            |
| 5-й год Тэнги (Огненный Петух)    | 1-я луна*       | 2-я луна   | 3-я луна  | 4-я луна*              | 5-я луна  | 6-я луна* | 7-я луна  | 8-я луна*              | 9-я луна    | 10-я луна* | 11-я луна  | 12-я луна*    |                          |
| Юлианский календарь               | 7 февраля 1057  | 8 марта    | 7 апреля  | 7 мая                  | 5 июня    | 5 июля    | 3 августа | 2 сентября             | 1 октября   | 31 октября | 29 ноября  | 29 декабря    |                          |
| 6-й год Тэнги (Земляная Собака)   | 1-я луна        | 2-я луна*  | 3-я луна  | 4-я луна*              | 5-я луна  | 6-я луна* | 7-я луна  | 8-я луна               | 9-я луна*   | 10-я луна  | 11-я луна* | 12-я луна     | 12-я луна (високосная) * |
| Юлианский календарь               | 27 января 1058  | 26 февраля | 27 марта  | 26 апреля              | 25 мая    | 24 июня   | 23 июля   | 22 августа             | 21 сентября | 20 октября | 19 ноября  | 18 декабря    | 17 января 1059           |

* звёздочкой отмечены короткие месяцы (луны) продолжительностью 29 дней. Остальные месяцы длятся 30 дней.